# Campeonato Mundial de Curling Masculino de 2026
El LXVIII Campeonato Mundial de Curling Masculino se celebrará en Ogden (Estados Unidos) entre el 28 de marzo y el 5 de abril de 2026 bajo la organización de la Federación Mundial de Curling (WCF) y la Federación Estadounidense de Curling.
Las competiciones se realizarán en el Weber County Ice Sheet de la ciudad estadounidense.